# Michael McCarthy
Michael Brian McCarthy (nascido em 20 de junho de 1968) é um ex-ciclista olímpico estadunidense. Representou sua nação nos Jogos Olímpicos de Verão de 1988 e 1996.